# Момо (їжа)
Момо (Momo, неп. म:म:, тиб. མོག་མོག་, mog mog, momo-cha) — тип тибетських, ладакхських і непальських пельменів, подібних до монгольських buuz, китайських jiaozi та центральноазійських manti. Момо готуються з простого (з води і борошна), часто дріжджевого тіста. Наповнення може бути різноманітних типів.

## Опис приготування
Тісто для момо готують з борошна та води. Іноді до нього додають дріжджі та соду. Фарш готують здебільшого з м'яса (в основному курки, яка, буйвола, свинини, козлятини, баранини), цибулі, часнику, коріандру, солі, перцю та кмину, але інколи з овочів, сиру (в Бутані).

## Галерея

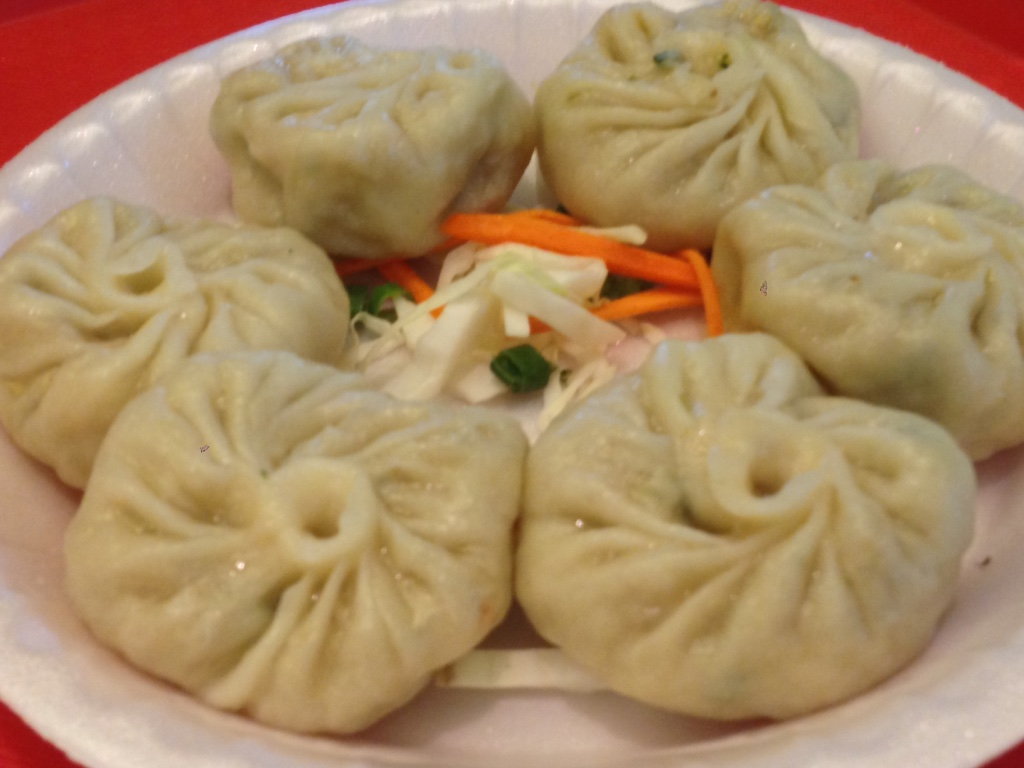
Традиційне момо
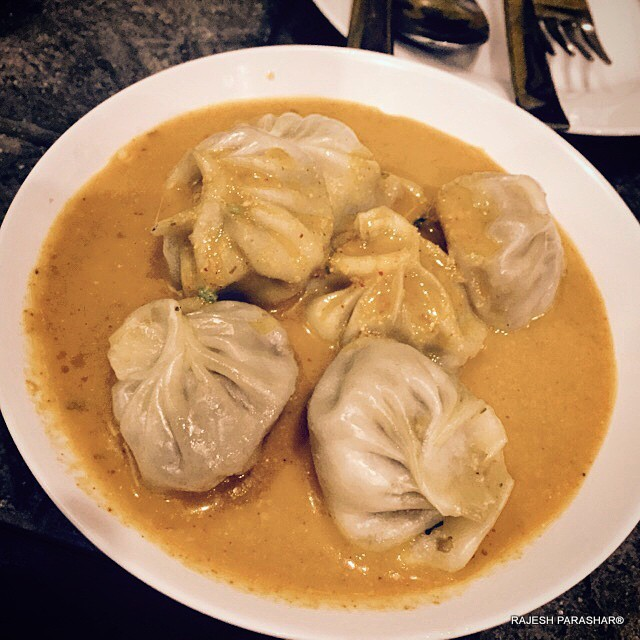
Момо з куркою
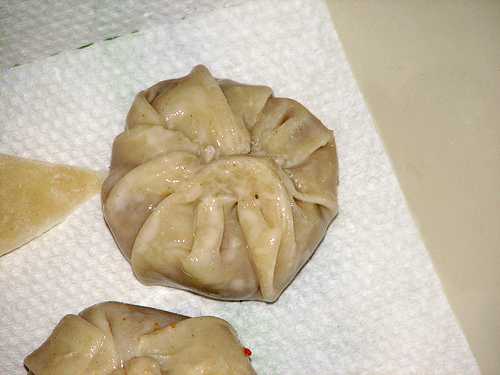
Момо-ча: непальські пельмені
- Момо в томатному бульйоні